# 삼가 김씨
삼가 김씨(三嘉金氏)는 경상남도 합천군 삼가면을 본관으로 하는 한국의 성씨이다.
시조 김양(金陽)은 김알지의 후손으로, 대사련(大司諫)을 역임했다.

## 참고 자료
- “삼가김씨(三嘉金氏)”. 뿌리를 찾아서.[깨진 링크(과거 내용 찾기)]